# (434326) 2004 JG6
(434326) 2004 JG6 è un asteroide Atira del sistema solare (ovvero un asteroide la cui orbita giace interamente all'interno di quella terrestre); si tratta del secondo asteroide di tale gruppo ad essere scoperto, dopo 163693 Atira.
L'asteroide è stato scoperto da Brian Skiff nell'ambito del progetto LONEOS.
Il periodo orbitale di (434326) 2004 JG6 è inferiore a quello di Venere e di qualsiasi altro asteroide conosciuto; si tratta dunque dell'oggetto, in media, più vicino al Sole dopo Mercurio. L'orbita dell'asteroide, notevolmente eccentrica, interseca quelle dei due pianeti più interni. Anche il valore dell'afelio è il più basso fra quelli di tutti gli asteroidi conosciuti.